# Vought A-7 Corsair II

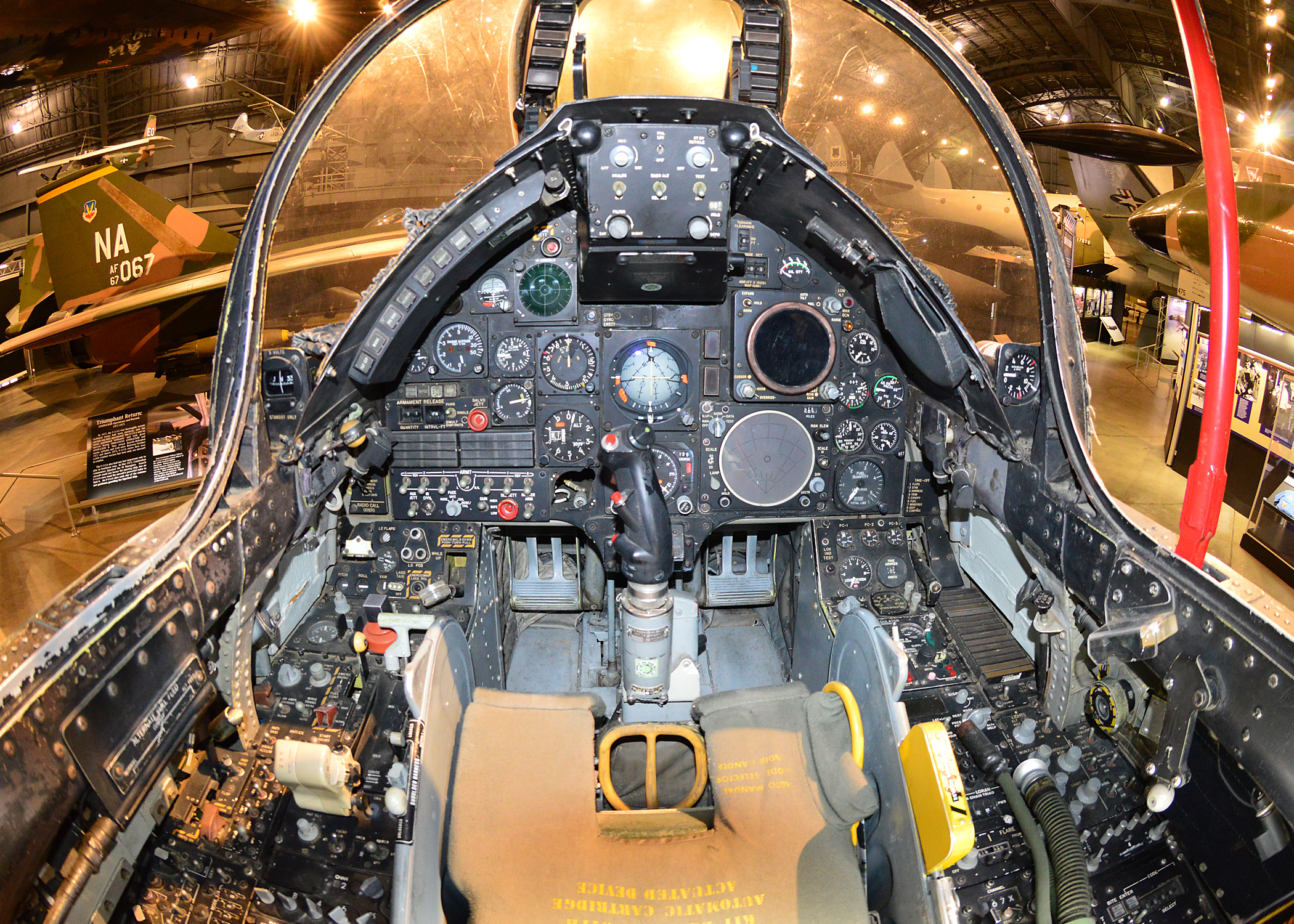
Cockpit.

Vought A-7 Corsair II utvecklades ur jaktflygplanet Vought F-8 Crusader, som ett attackflygplan för USA:s flotta men användes även av USA:s flygvapen. 
A-7 kom i operativ tjänst 1967. Totalt tillverkades 1 569 A-7 i tolv olika versioner. 65 st A-7D användes av Grekland och 50 st A-7P av Portugal. Flygplanet fanns även i en tvåsitsig skolversion, TA-7C. 
A-7E kan ta en stor vapenlast på sex vingpyloner och två kroppspyloner.

## Varianter
- A-7A
- A-7B
- A-7C
- A-7D
- A-7E
- A-7H
- A-7K
- A-7P
- TA-7C
- TA-7H
- YA-7E/YA-7H

## Källhänvisningar
Den här artikeln är helt eller delvis baserad på material från engelskspråkiga Wikipedia, LTV A-7 Corsair II, 27 september 2020.
Den här artikeln är helt eller delvis baserad på material från tyskspråkiga Wikipedia, Vought A-7, 13 september 2020.